# 신유정 (1989년)
신유정(1989년 3월 8일 ~ )은 대한민국의 아나운서.로, KBS N 소속이다.

## 학력
- 위스콘신대학교 경제학과

## 경력
- 2014년 ~ : KBS N 아나운서